# Устукан (село)
Устукан (кирг. Устукан) — село в Аксыйском районе Джалал-Абадской области Кыргызстана. Административно подчинено администрации города Кербен.

## География
Село расположено в южной части области, на левом берегу реки Падыша-Ата, вблизи государственной границы с Узбекистаном, на расстоянии приблизительно 8 километров (по прямой) к юго-западу от города Кербен, административного центра района.

## Население
Согласно оценочным данным Национального статистического комитета Кыргызской Республики, численность населения села на начало 2023 года составляла 143 человека.
| год     | 2009 | 2014 | 2015 | 2020 | 2021 | 2023 |
| ------- | ---- | ---- | ---- | ---- | ---- | ---- |
| человек | 152  | 136  | 154  | 159  | 164  | 143  |